# Anticapitalismo

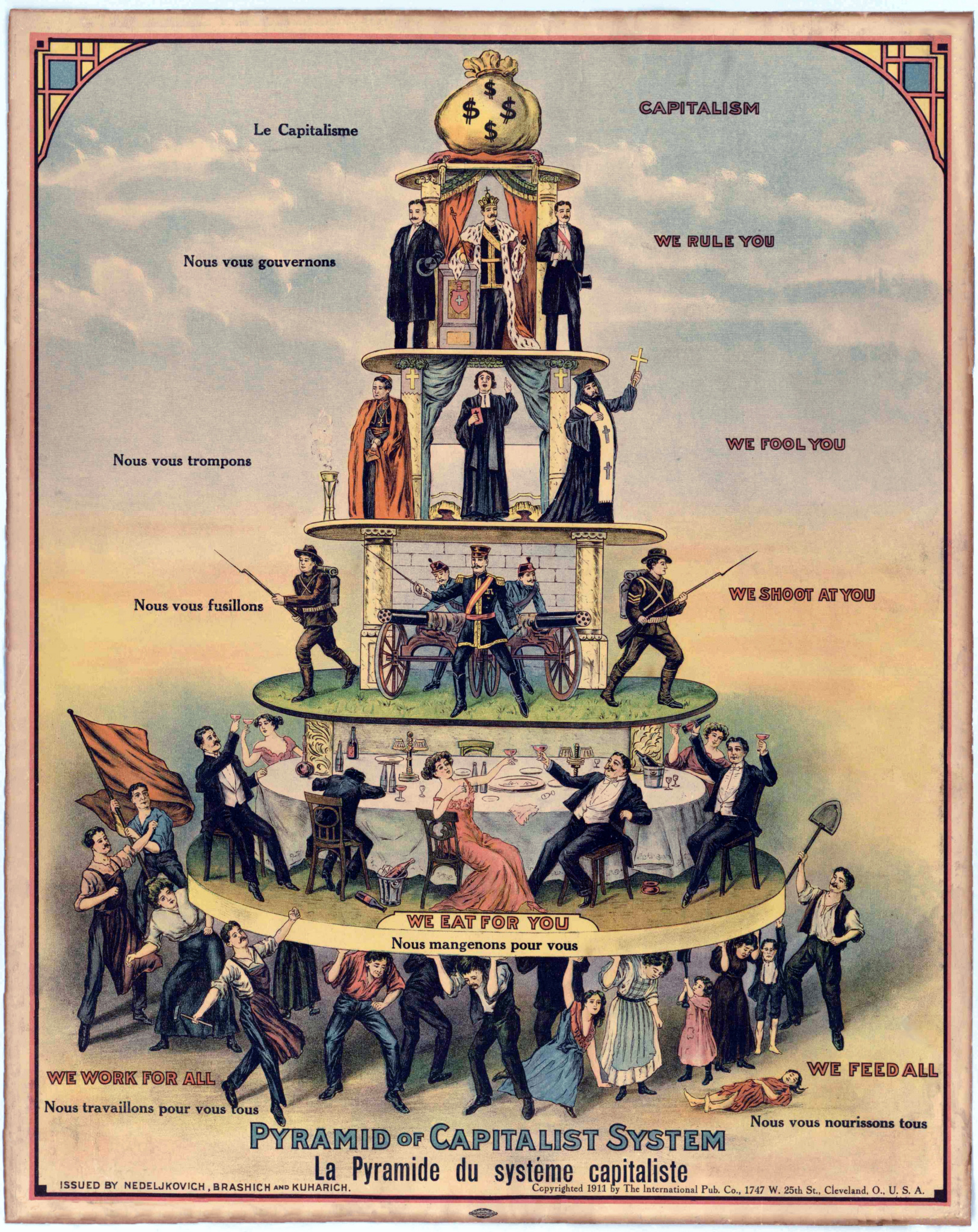
"Pirâmide do Sistema Capitalista", cartaz publicado pela IWW em 1911

O anticapitalismo descreve uma ampla variedade de movimentos, ideologias, atitudes de oposição e correntes de pensamento e ação que opõem-se ao capitalismo. Num sentido estrito, os anticapitalistas são aqueles que desejam substituir completamente o capitalismo por outro sistema econômico.
Mais recentemente, o termo anticapitalista foi também utilizado para designar o esforço de convergência das diversas vertentes do movimento social: o movimento ambientalista, o movimento feminista, o movimento operário etc. Este sentido se difundiu principalmente no final dos anos 1990 com o movimento de resistência global que buscava reunir esses movimentos que haviam se desenvolvido mais ou menos separadamente a partir dos anos 1960. A utilização do termo anticapitalista neste sentido era um pouco polêmica porque, por um lado, buscava apenas mostrar que os diversos problemas que os movimentos enfrentavam faziam sistema, ou seja, que o desrespeito ao meio ambiente, o sexismo, a hierarquia e a exploração do trabalho estavam arranjados num só sistema - no entanto, não havia consenso entre os movimentos de que o que dava sistematicidade a esses problemas era o capitalismo entendido como sistema econômico. Por isso, nem todos os movimentos acreditavam que o termo anticapitalista era o mais adequado para indicar a convergência.

## Movimentos, ideologias e tendências anticapitalistas
- O Socialismo propõe o controle coletivo da economia, o que pode estar associado a controles democráticos ou o controle totalitário sobre o Estado (há filosofias democráticas e autoritárias que se denominam "socialistas).
  - O Marxismo propõe a propriedade coletiva dos meios de produção para uma futura eliminação total dos vestígios do capitalismo. No marxismo o Estado atinge seu ponto máximo de existência e controla todos os níveis da vida econômica e social, o comunismo. Como não existem outras classes sem ser o proletariado, muitos se confundem, acreditando que o Estado deixa de existir, porém o que deixa de existir é o Estado enquanto campo de lutas da burguesia, passando a ser um Estado proletário e total.[1][2]
- O Distributismo por considerar o capitalismo como um sistema concentrador de propriedade, nas mãos de alguns poucos indivíduos.
- O Anarquismo propõe a abolição total do Estado e considera o capitalismo como uma dominação social ilegítima, baseado em relações involuntárias e hierarquias coercitivas.[3][4] Tradicionalmente, as correntes do anarquismo opõem-se integralmente ao capitalismo,[5][6] todavia, há tendência minoritária dentro do anarquismo, conhecidas como anarco-capitalismo e anarco-individualista, que incorporam o capitalismo em sua filosofia.[7]

## Socialismo
Socialismo defende a posse e admistração pública ou direta pelo trabalhador dos meios de produção e a alocação de recursos, e uma sociedade caracterizada pelo acesso igual dos recursos por todos indivíduos, com um método de compensação igualitário.

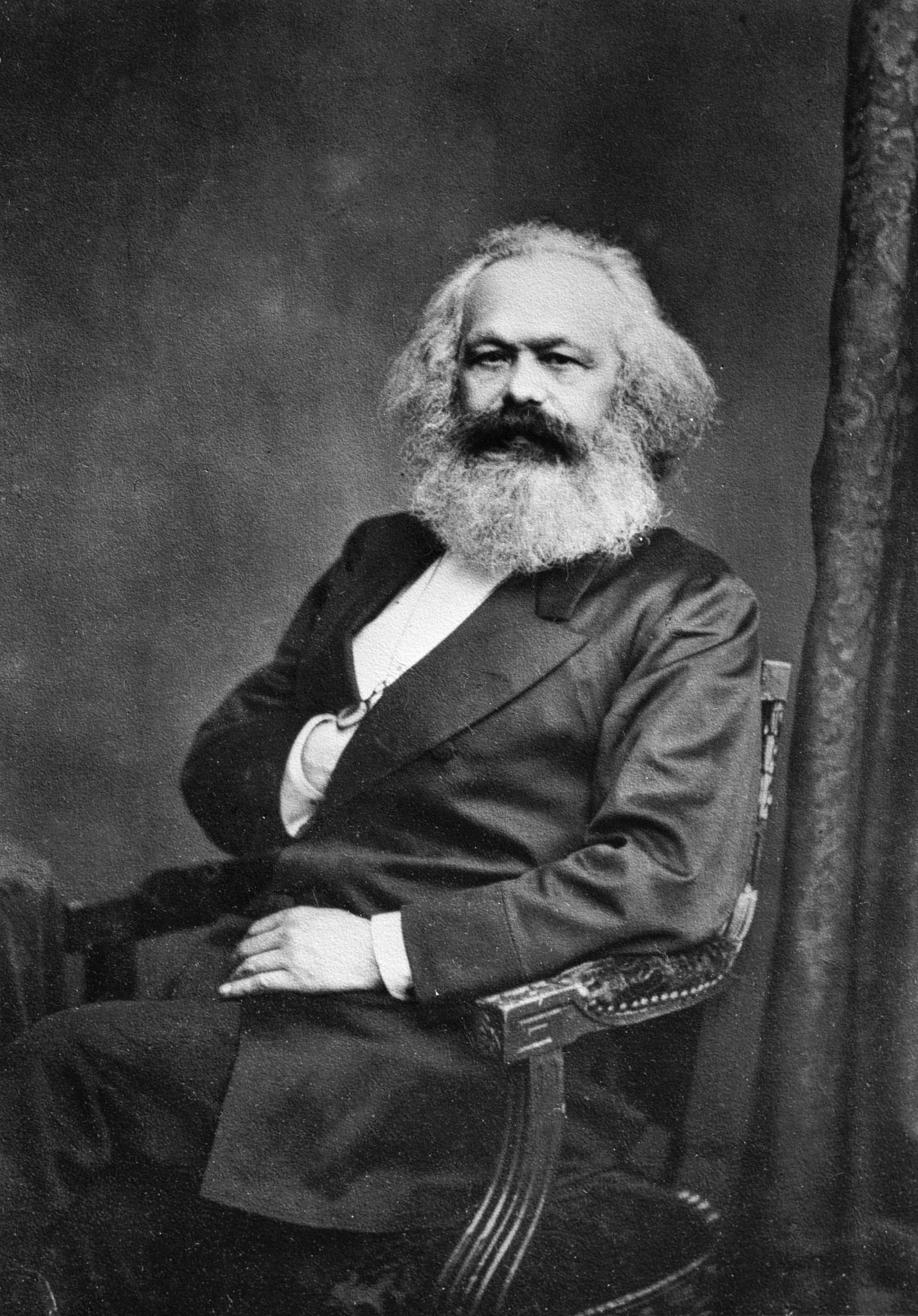
Karl Marx, um dos "pais" do pensamento anticapitalista

1. Uma teoria ou política de organização social que defende a posse e controle democrático dos meios de produção, pelos trabalhadores ou pela comunidade como um todo, e sua admistração ou distribuição no interesse de todos.
2. Socialistas defendem uma economia cooperativista,[10] com um controle democrático das pessoas sobre o estado, apesar de existirem filosofias não democráticas. A propriedade do "Estado" ou da "cooperativa de trabalho" faz uma fundamental oposição a propriedade "privada" dos meios de produção, que é uma característica fundamental do capitalismo. Muitos socialistas acreditam que o capitalismo concentre poder, riqueza e lucro de forma injusta por um pequeno segmento da sociedade que controla o capital e as riquezas derivadas da exploração.

De acordo com os socialistas, a acumulação do capital geraria desperdício que requiririam caras medidas regulatórias. Apontam que esse processo gera indústrias desperdiçadoras e praticas que só existem para criar demanda suficiente para vendas lucrativas  como (publicidade e propaganda); portanto, ao invés de satisfazer as demandas econômicas.
Socialistas defendem que o capitalismo consiste de atividades irracionais, como a compra de bens apenas para em um momento futuro vender, quando haver valorização, ao invés de consumir; argumentam que fazer dinheiro, ou o acumulo de capital, não corresponde a satisfação da demanda.
Propriedade privada limita o planejamento e leva decisões econômicas que resultam em produção imoral, desemprego e enorme desperdício de recursos materiais durante crises de superprodução. De acordo com socialistas, propriedade privada dos meios de produção se torna obsoleta quando se concentra nas mãos de instituições centralizadas baseadas na apropriação privada do lucro (mas baseadas em cooperação), até o ponto em que o papel do capitalista se torna redundante.
Sem necessidade de acumulação de capital e uma classe de proprietários, a propriedade privada é vista como uma forma de organização econômica obsoleta que deveria ser substuida pela livra associação de indivíduos baseado na propriedade comum ou pública dos bens socializados.
Socialistas veem a propriedade privada como limitante para forças produtivas na economia.
Os primeiros socialistas (socialistas utópicos e socialistas ricardianos) criticaram o socialismo pela concentração de poder e riqueza por um pequeno segmento da sociedade, e não usa toda tecnologia e recursos disponíveis em seu potencial máximo pelos interesses do público.

## Críticas Religiosas

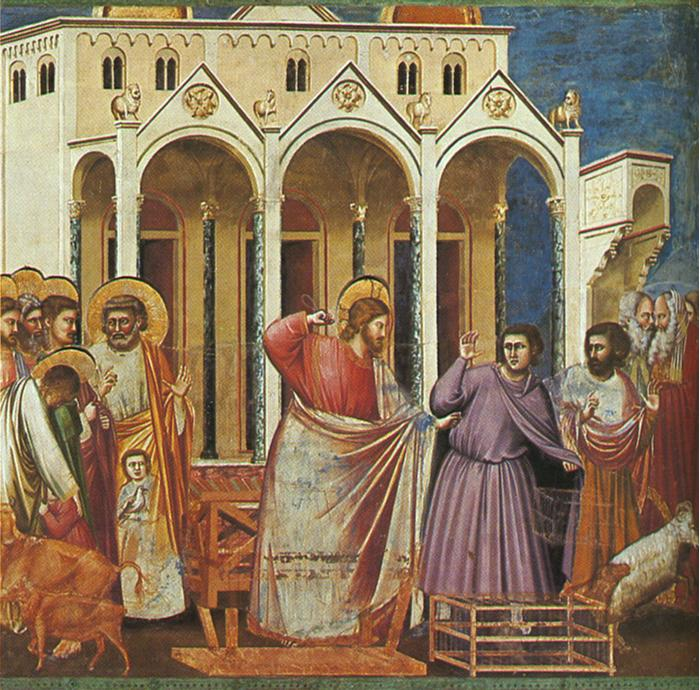
Jesus expulsando os trocadores de dinheiro do Templo por Giotto, século XIV

- Algumas religiões criticam alguns aspectos do capitalismo:
  - O Islã proíbe empréstimos de dinheiro com cobrança de juros, que é um importante aspecto do capitalismo. Outra questão é a crença desta religião no dogma de que a Alá pertencem todas as coisas, o qual se contrapõe ao fundamento capitalista da propriedade privada.
  - O Cristianismo também proíbe a usura, mas as sociedades ocidentais modernas abandonaram a ideia devido ao princípio de separação entre a Igreja e o Estado que resultou na secularização da sociedade e forjou o sistema capitalista fundamentado na propriedade privada e  na prática da usura. Embora envolva a doação de dinheiro para a Igreja, o dízimo ainda é amplamente praticado em igrejas tanto católicas quanto protestantes, e diferente das práticas anteriores, nunca foi abolido e/ou proibido, por ser um costume tradicional na fé cristã, assim como também no judaísmo.

As encíclicas papais "Rerum novarum" do papa Leão XIII e "Quadragesimo anno" de Pio XI têm  duras críticas ao capitalismo. Autores católicos tradicionalistas como Chesterton, Hilaire Belloc e Juan Manuel de Prada se declararam anticapitalistas, defendendo o distributismo.